# Francis Burkle-Young
Francis A. Burkle-Young (zm. 17 stycznia 2005 w Arington, Wirginia) – historyk amerykański.
Zajmował się głównie historią Kościoła katolickiego, szczególnie problematyką konklawe.
Jest autorem m.in.:
- The life of Cardinal Innocenzo del Monte: a scandal in scarlet (1997)
- Passing the keys. Modern cardinals, conclaves and the election of the next pope (1999)
- Papal elections in the age of transition 1878–1922 (2000)